# Neil Maddison
Neil Stanley Maddison (* 2. Oktober 1969 in Darlington) ist ein ehemaliger englischer Fußballspieler und -trainer. Als Mittelfeldspieler war er in den 1990er-Jahren in der höchsten englischen Spielklasse beim FC Southampton und später beim FC Middlesbrough aktiv.

## Sportlicher Werdegang
Maddison war Teil einer talentierten Jugendgruppe im Nordosten Englands und wie seine später berühmten Freunde Alan Shearer und Matt Le Tissier fand er seinen Weg von dort zum FC Southampton. An der englischen Südküste reiften die Teenager unter dem Nachwuchstrainer Dave Merrington zu Profispielern und Maddison debütierte am 25. Oktober 1988 per Einwechslung in einem Erstligaspiel bei Tottenham Hotspur; es folgte ein erster Einsatz in der Startelf daheim gegen Nottingham Forest. Eine ernsthafte Knieverletzung im Jahr 1989 war dann mitverantwortlich für eine schleppende Weiterentwicklung, bevor sich Maddison in der ersten Premier-League-Saison 1992/93 in die Startformation spielte und seinen Platz in den folgenden zwei Jahren nicht mehr verlor. Dabei sorgte er nicht nur für Stabilität im Mittelfeld, sondern steuerte in dieser Zeit insgesamt 14 Tore bei – oft per Kopfball, vorbereitet von Le Tissier. Höhepunkt war hier sein 4:1-Treffer gegen Aston Villa am letzten Spieltag einer Saison 1993/94, die der FC Southampton nach einer großen Aufholjagd („Great Escape“) spät den Klassenerhalt sicherte. Maddisons Rolle im Mittelfeld neben Spielern wie Le Tissier und Jim Magilton war mehr geprägt durch hohe Laufbereitschaft und neben seinen Defensivqualitäten stieß er gelegentlich in den gegnerischen Straftraum vor. Nach mehr als einem Jahrzehnt bei den „Saints“ heuerte er dann im Oktober 1997 für eine Ablösesumme von 300.000 Pfund beim Zweitligisten FC Middlesbrough an. Der vergleichsweise geringe Transfererlös überrascht ein wenig, da Maddison vielseitig einsetzbar war und sowohl im Abwehrzentrum als auch im Angriff aufgeboten werden konnte.
Maddison verstärkte das von Bryan Robson betreute (verletzungsgeplagte) Team und verzeichnete im Verlauf der Saison 1997/98 gleich zwei Erfolge. Neben dem Gewinn der Vizemeisterschaft, die zum Aufstieg in die Premier League berechtigte, zog er mit seinen Mannen ins Finale des Ligapokals ein, das erst in der Verlängerung mit 0:2 gegen den FC Chelsea verloren ging – Maddison spielte hier 102 Minuten, bevor er gegen Mikkel Beck ausgetauscht wurde. Obwohl Robson Maddison anfänglich als Überbrückungslösung deklariert hatte, verteidigte dieser seinen Platz in der Mannschaft für gut zweieinhalb Jahre, bevor sich der Klub prominent verstärkte. Maddison wurde in der Saison 2000/01 zwischenzeitlich an der Zweitligisten FC Barnsley sowie noch eine Spielklasse tiefer an Bristol City ausgeliehen, bevor er den Klub Mitte 2001 ablösefrei verließ.
Zum Ausklang seine Spielerkarriere verbrachte er die nächsten Jahre bis 2007 bei seinem Heimatklub FC Darlington, der in der vierten Liga spielte – Angebote von höherklassigen Klubs hatte er zuvor ausgeschlagen. Dazu arbeitete er als Trainer von Darlingtons Reservemannschaft und später als Betreuer des Jugendakademie. Nach der Insolvenz des Klubs kehrte er nach Middlesbrough zurück und engagierte sich fortan für das Middlesbrough College.